# Nouvelle-Aquitaine
Nouvelle-Aquitaine (în franceză Nouvelle-Aquitaine, în bască Akitania Berria) este una dintre cele 18 regiuni ale Franței. Aceasta a fost creată în 2016 în urma reformei teritoriale din 2014, prin fuziunea fostelor regiuni Aquitania, Limousin și Poitou-Charentes. După această fuziune a primit numele provizoriu de „Aquitaine, Limousin et Poitou-Charentes”. La 30 septembrie 2016, după aprobarea guvernului, și-a primit numele actual. Este cea mai mare regiune din Franța.
Este împărțită în douăsprezece departamente, iar capitala sa este Bordeaux. Principalele orașe ale regiunii, pe lângă Bordeaux, sunt Poitiers și Limoges.
Este formată din departamentele: Charente (16), Charente-Maritime (17), Corrèze (19), Creuse (23), Dordogne (24), Gironde (33), Landes (40), Lot-et-Garonne (47) ), Pyrénées-Atlantiques (64), Deux-Sèvres (79), Vienne (86) și Haute-Vienne (87). Regiunea cuprinde 258 de cantoane și 4.314 de municipalități.

## Istoric

Harta regiunii cu cele 12 departamente ale sale colorate conform provinciilor istorice de dinainte de 1790
Guyenne și Gasconia
Poitou
Limousin
Marche
Saintonge
Angoumois
Aunis
Navara de Jos și Béarn
Saumurois
Altele

Guyenne și Gasconia
     Poitou
     Limousin
     Marche
     Saintonge
     Angoumois
     Aunis
     Navara de Jos și Béarn
     Saumurois
     Altele